# Lima Sopoaga

a Compétitions nationales et continentales officielles uniquement.

b Matchs officiels uniquement.
Dernière mise à jour le 7 octobre 2023.
Lima Sopoaga, né le 3 février 1991 à Wellington (Nouvelle-Zélande), est un joueur international néo-zélandais puis samoan de rugby à XV évoluant principalement au poste de demi d'ouverture (1,75 m pour 91 kg). Il joue avec le Lyon OU en Top 14 depuis 2021.

## Biographie
Originaire de la région de Wellington, Lima Sopoaga a fait ses débuts en ITM Cup  avec la Wellington Rugby Football Union en 2010. La même année, il a joué pour les Baby Blacks. Il remporte à cette occasion le championnat du monde junior 2011.
L'année suivante, il fait ses débuts en Super Rugby avec la franchise des Highlanders.
Il est alors considéré comme étant un joueur très prometteur et un grand espoir à son poste, cependant les saisons 2012 et 2013 de Super 15 sont marquées par les diverses blessures, ce qui ralentit son éclosion au plus haut niveau.
Il prend réellement son envol à partir de la saison 2014 de Super Rugby : il dispute quinze matchs, dont quatorze comme titulaire, et inscrit 178 points.
Lors de la Saison 2015, il confirme ses capacités et termine la saison comme meilleur réalisateur du championnat avec 191 points.
Lors de cette saison, les Highlanders se qualifient pour les barrages où ils éliminent les Chiefs en s'imposant 24 à 14, rencontre où il inscrit quatorze points, quatre pénalités et une transformation. Ils s'imposent ensuite face aux Brumbies 35 à 17 et se qualifient pour la finale contre les Hurricanes, les premiers de la saison régulière et qui évoluent à domicile.
Bien qu'outsider de la finale, les Highlanders s'imposent face aux Hurricanes sur le score de 21 à 14. Sopoaga inscrit huit points au pied et aura particulièrement pesé sur le sort de la rencontre.
En novembre 2015, il prolonge son contrat avec les Highlanders jusqu'en 2018.
Ses très bonnes performances en Super 15 font que Steve Hansen le sélectionne avec les All Blacks en juillet 2015 pour affronter l'Afrique du Sud dans le Rugby Championship. Lors de sa première cape, il inscrit douze points (deux pénalités et trois transformations).
En 2016, il est sélectionné en équipe nationale pour le Rugby Championship, que son pays remporte en gagnant toutes ses confrontations,. De plus, la Nouvelle-Zélande égalise le record de matchs remportés d'affilée toutes compétitions confondues avec dix-sept succès lors de la dernière journée où elle bat largement l'Afrique du Sud 57 à 15, chez elle à Durban.
En 2018, il rejoint le club anglais des Wasps en Premiership, le rendant ainsi inéligible avec sa sélection nationale. Il connaît une première saison en Angleterre difficile, avec des performances en dessous des attentes. Il perd par la suite sa place de titulaire au profit du jeune Jacob Umaga, et se voit même replacé au poste d'arrière pour la saison 2020-2021,.
En 2021, il rejoint le LOU Rugby en Top 14.

## Statistiques en équipe nationale
Lima Sopoaga compte seize capes avec les All Blacks, dont une titularisation, depuis son premier match face à l'Afrique du Sud le 25 juillet 2015, pour un bilan de douze victoires.
Il compte un total de 55 points, se décomposant en un essai, six pénalités et seize transformations,.

## Palmarès

### En club
- Vainqueur du Super Rugby en 2015 avec les Highlanders.
- Finaliste de la Premiership en 2020 avec les Wasps.

### En équipe nationale
- Vainqueur du Rugby Championship en 2016 et 2017.